# CHRYSANTHEMUM BRIDGE
CHRYSANTHEMUM BRIDGE（クリサンセマム・ブリッジ）は、日本の男性2人組音楽プロデューサーユニット。2009年結成。SHOW DESIGN所属。

## 概要
2009年に石川淳と保本真吾により結成された。ユニット名は2人が好む村上龍の小説『コインロッカー・ベイビーズ』の主人公である「キク」と「ハシ」からで、キク属を意味するCHRYSANTHEMUMと、橋を意味するBRIDGEに由来している。
以降SEKAI NO OWARI、ゆず、AAA、SKY-HI等のアーティストのプロデュース、作曲、編曲や、ライブにおける音源の制作なども行う。
2018年5月1日にレーベル・SLIDE SUNSETを設立し事業を開始。「夕陽が沈む瞬間の景色がスライドしてずっと見られたらクール」という着想のもと、「夕陽は沈んで朝日は昇る」といった固定観念にとらわれる事無く、非現実的で違和感を感じることの出来る自由な作品を作っていきたいという意味が込められている。

## メンバー
- 石川淳
  - 生年月日不明
  - 出身地非公表
  - CEO、音楽プロデュース
- 保本真吾
  - 1973年2月14日（52歳）
  - 香川県出身
  - 音楽プロデュース、作曲、編曲

## バイオグラフィ
- 2009年：結成。
- 2011年
  - 鈴木亜美のバースデーライブ『Ami Suzuki 29th Anniversary Live』のライブ音源制作。
  - AAAのコンサートツアー『AAA BUZZ COMMUNICATION TOUR 2011』のライブ音源制作。
- 2012年
  - SEKAI NO OWARIの1stアルバム『ENTERTAINMENT』収録曲「The Entrance」の補編曲。
  - SEKAI NO OWARI HALL TOUR 2012「ENTERTAINMENT」のライブ音源制作。
- AAAの7thアルバム「777 -TRIPLE SEVEN-」の「777 OPENING」の作曲、編曲。
- 「AAA TOUR 2012 -777-」の音源制作。

2013年
- 「SEKAI NO OWARI ARENA TOUR 2013 ENTERTAINMENT」の、サウンドプロデュース、音源制作。
- 「AAA TOUR 2013 Eighth Wonder」の音源制作。
- SEKAI NO OWARI　4thシングル「RPG」の、「RPG」「アースチャイルド」「スターライトパレード -CAN'T SLEEP FANTASY NIGHT Version-」の共同サウンドプロデュース、共同編曲。
- ももいろクローバーZ 公式ファンクラブイベント「誰でもカモ～ン！～ただし、ホワイトベレーの方に限ります～」の音源制作。
- 「YUZU ARENA TOUR 2013 GO LAND」の音源制作。
- SEKAI NO OWARI野外ワンマンフェスティバル「炎と森のカーニバル」のサウンドプロデュース、音源制作。
- SEKAI NO OWARIの配信シングル「Death Disco」の共同サウンドプロデュース、共同編曲。
- ゆずアリーナツアー2013「GO LAND」のオープニング曲およびInterludeのサウンドプロデュースを担当。
- ゆずの39thシングル「雨のち晴レルヤ/守ってあげたい」の、「雨のち晴レルヤ」「飛行機雲」のサウンドプロデュース、編曲。

2014年
- SEKAI NO OWARI 5thシングル「スノーマジックファンタジー」の、「スノーマジックファンタジー」「銀河街の悪夢」の共同サウンドプロデュース、共同編曲。
- ゆずの12thアルバム「新世界」の、「雨のち晴レルヤ」「レトロフューチャー」「ひだまり」「Interlude ~Old New World~」のサウンドプロデュース、編曲。
- SKY-HIの1stアルバム「TRICKSTER」の、「逆転ファンファーレ」「トリックスター」のサウンドプロデュース、編曲。
- SEKAI NO OWARI 6thシングル「炎と森のカーニバル」の、「炎と森のカーニバル」「ピエロ」の共同サウンドプロデュース、共同編曲。
- 秋山璃帆「空想ロマン超特急」全曲プロデュース、編曲。
- シナリオアート　2ndミニアルバム「Tokyomelancholy-トウキョウメランコリー-」の、「アオイコドク」、「トウキョウメランコリー」、「ワンダーボックスII」の共同サウンドプロデュース　編曲。

2015年
- SEKAI NO OWARI 3rdアルバム「Tree」の、「Dragon Night」を除くすべての曲の共同サウンドプロデュース、共同編曲。
- Suck a Stew Dry 3rdシングル「モラトリアムスパイラル」の、「モラトリアムスパイラル」のサウンドプロデュース、編曲。
- GO-BANG'Sミニアルバム「FAIRY BRAIN」全曲のサウンドプロデュース、編曲。
- Q-MHz1stアルバム『Q-MHz』より「JURASSiC KiSS」のサウンドプロデュース、編曲。

他
- 村上龍（めめめ音頭）

## 参加楽曲
- SEKAI NO OWARI
  - RPG（共編曲）
  - アースチャイルド（共編曲）
  - スターライトパレード -CAN'T SLEEP FANTASY NIGHT Version-（共編曲）
  - Death Disco（共編曲）
  - スノーマジックファンタジー（共編曲）
  - 銀河街の悪夢（共編曲）
  - 炎と森のカーニバル（共編曲）
  - ピエロ（共編曲）
  - MAGIC（共編曲）
  - Love the warz -rearranged-（共編曲）
  - the bell（共編曲）
  - ムーンライトステーション（共編曲）
  - マーメイドラプソディー（共編曲）
  - broken bone（共編曲）
  - PLAY（共編曲）
  - プレゼント（共編曲）
- ゆず
  - 雨のち晴レルヤ（共編曲）
  - 飛行機雲（共編曲）
  - レトロフューチャー（共編曲）
  - Interlude〜Old New World〜（編曲）
  - ひだまり（共編曲）
  - みそら（共編曲）
  - いっぱい（共編曲）
  - Interlude〜Borderless Ticket〜（共作曲・共編曲）
  - TOWA（共編曲）
  - TETOTE (YZ ver.)（共作曲）
- SKY-HI
  - 逆転ファンファーレ（編曲）
  - トリックスター（編曲）
- 東京ガールズキッズ
  - 東京ブギウギ（編曲）
  - 銀座カンカン娘（編曲）
- シナリオアート
  - ナイトフライング（編曲）
  - アオイコドク（編曲）
  - エポックパレード（共編曲）
  - ハローグッバイ（編曲）
- androp
  - Joker（共編曲）
  - Ao（共編曲）
- Official髭男dism
  - ESCAPADE（編曲）
- Charisma.com
  - こんがらガール（共作曲・編曲）
- Q-MHz
  - JURASSiC KiSS (featuring LiSA)（編曲）
- Silent Siren
  - Love Install（編曲）
- でんぱ組.inc
  - 永久ゾンビーナ（編曲）
- みみめめMIMI
  - 晴レ晴レファンファーレ（編曲）
  - チャチャチャ（編曲）
- 清澄高校麻雀部
  - きみにワルツ（編曲）
- 井上陽水
  - care（編曲）
- 家入レオ
  - Spark（編曲）